# City Interactive
City Interactive (CI Games S.A.) è una società produttrice di videogiochi fondata nel 2002, a Varsavia.
La società è nota principalmente per Sniper Ghost Warrior (serie di Sparatutto tattici) e Lords of the Fallen. Inizialmente sviluppava e pubblicava videogiochi a budget limitato, ottenendo un discreto successo di vendite.

## Videogiochi sviluppati
- Wings of Honour: Battles of the Red Baron (2003)
- Art of Murder - FBI: La crudele arte dell'omicidio (2008)
- Sniper: Art of Victory (2008)
- Art of Murder: Hunt for the Puppeteer (2009)
- Art of Murder: The Secret Files (2009)
- Art of Murder: Cards of Destiny (2010)
- Sniper: Ghost Warrior (2010)
- Art of Murder: Deadly Secrets (2011)
- Alien Rage (2013)
- Sniper: Ghost Warrior 2 (2013)
- Enemy Front (2014)
- Lords of the Fallen (2014) (sviluppato insieme a Deck13 Interactive)
- Sniper: Ghost Warrior 3 (2017)
- Sniper Ghost Warrior Contracts (2019)
- Sniper Ghost Warrior Contracts 2 (2021)